# Königrufen
Königrufen (auch Königsrufen) ist ein in Österreich und Südtirol gepflegtes Kartenspiel aus der Tarock-Familie für vier Spieler. Von seinen Spielern wird es meist einfach „Tarock“ genannt. Es ist als einzige Tarockvariante in einem Großteil Österreichs verbreitet und nach Schnapsen und Rommé das am weitesten verbreitete Kartenspiel Österreichs. Seit 2024 ist Königrufen von der UNESCO als immaterielles Kulturerbe in Österreich anerkannt.
Im Vergleich zu anderen Kartenspielen zeichnet sich Königrufen durch eine reiche Anzahl von Spielmöglichkeiten aus. Der Name des Spiels beschreibt die Praxis bei den grundlegendsten Spielansagen, durch das Nennen eines bestimmten Königs dessen Inhaber als Partner zu erwählen. In den meisten Spielen geht es als grundsätzliches Ziel darum, dass zwei Parteien (zwei gegen zwei, oder einer gegen drei) um die Mehrheit der Kartenwerte kämpfen. Die 54 Karten haben nach den Regeln einen Gesamtwert von 70 Punkten.
Zwar sind die Grundregeln des österreichischen Königrufens einheitlich, bei den Spielansagen und Prämien sowie deren Bewertungen herrscht aber eine große Variantenvielfalt vor. Viele private Runden spielen nach eigenen Hausregeln. Daneben haben sich breiter akzeptierte Turnierregeln herausgebildet, die allerdings regional recht unterschiedlich sind. Dies macht Königrufen zum variantenreichsten Tarockspiel. Seit den 1990er Jahren finden regelmäßige Turnierserien statt, seit 2008 ein jährliches Österreich-Finale – stets ausgetragen in der Königrufen-Hochburg Oberösterreich.
In einem weiteren Sinne ist Königrufen eine Familie von nahe verwandten Tarockvarianten, die vornehmlich auf dem Gebiet der ehemaligen Habsburgermonarchie gespielt werden, vor allem in Slowenien und regional in Rumänien, der Ukraine und in Polen. Mancherorts wandelten Spieler auch das verwandte, von Königrufen abstammende Neunzehnerrufen wiederum zu einem Königrufen um, unter anderem in Texas.

Moderner Satz Tarockkarten der Firma Piatnik; Design „Industrie und Glück“, Typ 6 von Josef Neumayer, 1890

## Geschichte

### Vorgeschichte

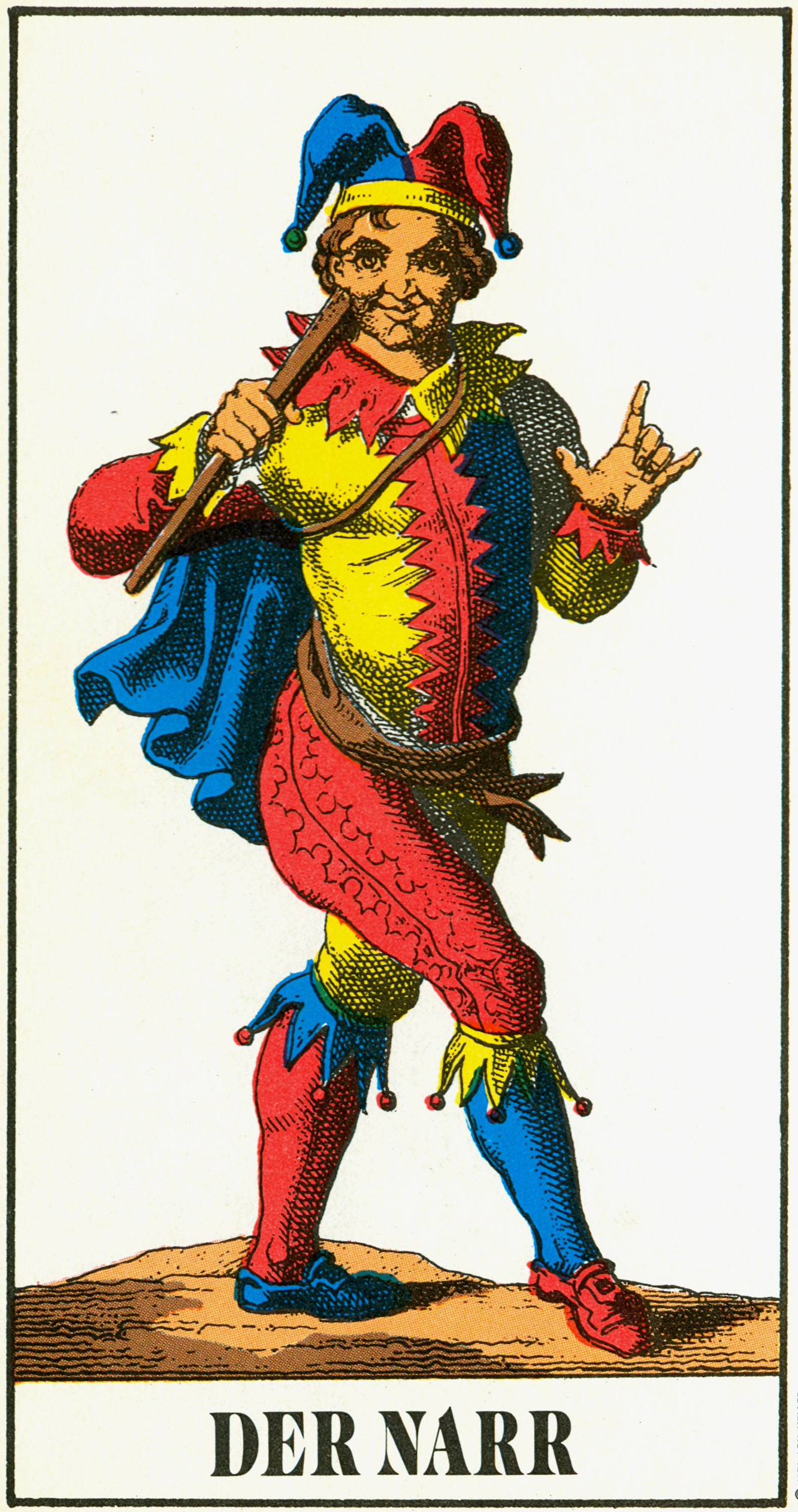
Der Narr, wie er heute im Troccas benutzt wird

Die Urform der Kartenspielfamilie Tarock entstand um 1425 im Norditalien der Frührenaissance. Wesentlichstes Merkmal des neuen Spiels war es, dass den Farbkarten 21 dauerhafte Trümpfe, die trionfi, beigefügt wurden. Heute werden diese Trümpfe im deutschsprachigen Raum ebenfalls als Tarock bezeichnet und meist mit römischen Zahlen nummeriert. Daneben gab es die wertvolle, zu bestimmten Sonderregeln gespielte Karte des Narren, der oft fälschlich als Vorläufer des Jokers späterer Kartenspiele angesehen wird. Im Französischen L’Excuse genannt, da mit einer ritualisierten Entschuldigung gespielt, wurde er später auf Deutsch zum Sküs abgewandelt.
Nach den ältesten überlieferten, französischen Regeln von 1637 war Tarock ein Stichkartenspiel mit 78 Karten zu bestimmten Werten für drei Personen, die jeder gegen jeden um möglichst viele Punkte spielten. In seiner Blütezeit von etwa 1730–1830 wurde Tarock mit diesem Regelgrundgerüst in einem Großteil Europas gespielt. Daneben entwickelten sich Varianten für vier Spieler, in denen die gegenübersitzenden Spieler ein Team bildeten – meist im Prinzip ähnlich wie das noch heute in Graubünden verbreitete Troccas.
Ab der Mitte des 18. Jahrhunderts durchlief das Tarockspiel, vor allem im deutschsprachigen Raum und in der Habsburgermonarchie, eine Reihe von tiefgreifenden Reformen:
- Als wichtigste Neuerung wurde vom spanischen Kartenspiel L’Hombre das Prinzip des Lizitierens eingeführt. Nunmehr wetteiferten die Spieler vor dem eigentlichen Spiel darum, gegen eine Allianz aus den übrigen spielen zu dürfen. Von der Vierspielervariante des L’Hombre, dem Quadrille, wurde übernommen, durch das „Rufen“ eines Königs einen Partner zu bestimmen. Nach diesem Prinzip entstanden Tarockvarianten wie das deutsche Tarok-Quadrille und das italienische Chiamare il re, dessen Name bereits dasselbe wie „Königrufen“ bedeutet.[8]
- Ebenfalls nach dem Vorbild von L’Hombre führten die Spieler einen Talon ein, aus dem der Gewinner des Lizitierens sein Blatt verbessern konnte.
- Der Satz von 78 Karten wurde zur einfacheren Handhabung verkleinert durch das Weglassen der kleinsten Farbkarten. So entstand vor allem das heute in Mitteleuropa fast ausschließlich produzierte Blatt von 54 Karten. Andere Tarockvarianten strichen auch weniger oder noch mehr Farbkarten.
- Der Sküs verlor seine Rolle als Sonderkarte und wandelte sich zum 22. und höchsten Trumpf, wobei aber sowohl sein hoher Wert als auch seine Gestalt und sein Name erhalten blieben.
- Als zusätzliches Spielelement wurde eine Prämie eingeführt, wenn das kleinste Tarock, der Pagat, den letzten Stich gewann. In Österreich wurde die Regel erfunden, dass man dies auch vor dem Spiel ansagen konnte („Pagat Ultimo“ oder „Pagat zum Schluss“).
- Auch in grafischer Hinsicht wandelten sich die Karten: Statt des Italienischen Blattes stellten die Spieler auf das einfacher zu handhabende Französische Blatt um. Die Kartenhersteller lösten die Trümpfe von ihren traditionellen, heute vor allem im Tarot bekannten Motiven und ersetzen sie durch Tierdarstellungen, Veduten, Gesellschaftsszenen oder sonstige Bilder.

Den Endpunkt dieser Entwicklung bildete das einst in Süddeutschland und Österreich sehr populäre, heute nur noch regional verbreitete Tapp-Tarock. Bei diesem erhielt jeder der drei Spieler 16 Karten, sechs Karten bildeten den Talon; die Spieler lizitierten darum, unter Zuhilfenahme von sechs, drei oder keiner Karte aus dem Talon gegen die beiden anderen spielen zu dürfen.

### Entstehung und Weiterentwicklung im 19. Jahrhundert
Königrufen entstand Ende des 18. oder Anfang des 19. Jahrhunderts als Vierspielervariante von Tapp-Tarock. Jeder Spieler erhielt 12 statt 16 Karten, der Talon bestand weiterhin aus deren sechs. Wie in den oben erwähnten Varianten wurde das Prinzip des Königrufens zur Partnerbestimmung von Quadrille übernommen.
Drei Regelbesonderheiten des Tapp-Tarock wurden auch in Königrufen übernommen. Sie sind aus dem österreichischen Königrufen im Laufe der Zeit weitestgehend verschwunden, haben jedoch in verwandten Spielen in anderen Ländern überlebt und seien daher hier geschildert:
- Das Aufdecken des Talons in Etappen: Ein Spieler, der drei Karten aus dem Talon nehmen durfte, sah sich zuerst die obersten drei an und nahm sie bei Gefallen auf. Andernfalls legte er sie offen auf den Tisch und sah die untersten drei an. Nahm er diese, zählte der Verlust des Spieles doppelt. Wechselte er hingegen wieder zur ersten Hälfte, so zählte der Verlust des Spiels dreifach. Im heutigen Königrufen wird üblicherweise der ganze Talon geöffnet, und dann wählt der Spieler eine Hälfte.
- Überschusspunkte: Ein Spieler erhält umso mehr Spielpunkte, mit je größerem Vorsprung er das Spiel gewonnen hat. Heute hingegen erhält man für den Spielsieg im Königrufen immer denselben Betrag, egal, ob man beispielsweise 36 oder 56 von 70 Punkten errungen hat (Ausnahme: Absolut und Grammopoi).
- Handprämien: Spieler können für gewisse Boni bestimmte Konstellationen von Karten auf der Hand ansagen, etwa eine bestimmte Anzahl von Tarock. Im aktuellen Königrufen werden meist nur Boni ausbezahlt, die während des Spiels errungen werden, siehe Prämien.

Die Erstbeschreibung von Königrufen erfolgte 1827 in einem Anhang zur zweiten Auflage des Buches „Anweisung zur gründlichen Erlernung des beliebten Tarok-Tappen-Spiels sowohl durch genaue Bestimmung aller Regeln und Feinheiten, als auch durch die Beobachtung und Auseinandersetzung mehrerer angeführter, sehr schwieriger Beyspiele.“ Die erste Ausgabe von 1821 (die ihrerseits die erste bekannte Beschreibung von Tapp-Tarock darstellt) hatte Königrufen noch nicht beachtet, woraus ein Popularitätsschub des Spiels in den 1820ern vermutet werden kann. Die zweite Auflage galt lange als verschollen und wurde erst 2010 der Öffentlichkeit bekannt gemacht, als die Niederösterreichische Landesbibliothek ein Exemplar vom niederländischen Steuer- und Zollmuseum in Rotterdam erwerben konnte.
Nach diesen Regeln konnte die Vorhand, also der Spieler, der das Lizitieren begann und zum ersten Stich ausspielte, bei schlechten Karten einen Tapper ansagen. Damit war im Tapp-Tarock das niedrigste Spiel gemeint, bei dem die Vorhand alle sechs Karten aus dem Talon aufnehmen durfte, wenn niemand ein höheres Spiel ansagte. Dieses Spiel war jedoch, da es allzu leicht gewonnen wurde, bereits im Tapp-Tarock obsolet und wurde nicht gespielt, sondern zu billigem Tarif an den Spieler ausbezahlt; so wurde auch im Königrufen verfahren.
Mit besseren Karten konnte die Vorhand entweder einen König rufen, einen Dreyer ansagen (mit drei Karten aus dem Talon gegen die drei anderen spielen) oder einen Solo, womit damals jedoch nicht der heutige Solorufer gemeint war, sondern der Solodreier – allein gegen die anderen zu spielen ohne Karten aus dem Talon. Auch alle anderen Spieler konnten diese Spiele lizitieren.
Bis zum Auftauchen des Buches war das Neueste Allgemeine Spielbuch von 1829 die älteste bekannte Quelle für Königrufen, das – wie sich herausstellen sollte – eine bearbeitete Abschrift der Regeln von 1827 enthielt, und zwar unter der Überschrift Tappen mit König oder Tarokrufen. Daraus leiteten die Tarockexperten ab, dass in der Urform des Spiels ein König oder ein hohes Tarock gerufen werden konnte. Das stellte sich nach Auftauchen der Regeln von 1827 als falsch heraus – dort konnte nur ein König gerufen werden. Für den Fall, dass der gerufene König von den Gegnern abgestochen wurde (oder im Talon liegenblieb), war eine hohe Strafe zu zahlen. Dies wurde von den Königrufern als so unangenehm empfunden, dass ein Teil von ihnen dazu überging, statt des Königs Tarock XX zu rufen, dessen Verlust kaum zu befürchten, und wenn, ob seines geringen Werts nicht weiter schlimm war. So heißt es in den Regeln von 1829:

„§. 14. Alle die beym Königrufen obwaltenden Schwierigkeiten haben die Veranlassung gegeben, statt eines Königs einen hohen Tarok, der dem Spieler in seiner Reihenfolge abgeht, zu rufen, den XX, XIX, XVIII oder XVII, dessen Verlust nicht zu riskiren steht.“

Damit wurde eine neue Entwicklungslinie von Tarockspielen geschaffen, die in die heutigen Spiele Zwanzigerrufen und Neunzehnerrufen sowie in das Ungarische Tarock mündete. Aus dem Königrufen wiederum wurde der „Königfang“ meistens abgeschafft, oder wenn behalten, in seinen Konsequenzen wesentlich gemildert.

Buchumschlagsdetail Illustrirtes Wiener Tarokbuch von 1899

1840 erschien das erste Buch, das sich ausschließlich Königrufen behandelte – Gründliche und leichtfaßliche Anleitung zur baldigen Erlernung des beliebten Tarock-Königrufen, oder die Kunst, dasselbe in kurzer Zeit nach Regeln und Beispielen theoretisch und praktisch spielen zu lernen. Die Regeln unterschieden sich jedoch beträchtlich – in diesem Königrufen konnten die Spieler nur Ruferspiele ansagen, und zwar als Dreier (mit drei Karten aus dem Talon) oder als Solo ohne Talon. Wer allein spielen wollte, konnte einen König in seinem eigenen Blatt rufen.
Verschiedene Methoden zu lizitieren überdauerten lange Zeit. Im Buch Der praktische Tarockspieler von Moriz Bermann (1894) werden drei verschiedene Möglichkeiten der Ansage vorgestellt, von denen zwei in etwa den obigen entsprechen; in der dritten konnten auch zwei Karten oder nur eine aus dem Talon genommen werden. Durchsetzen sollte sich allerdings eine Kombination aus Rufer- und Alleinspielen, in denen jeweils drei Karten aus dem Talon oder keine (Solospiele) aufgenommen werden konnte. In Sigmund Ulmanns Illustrirtem Wiener Tarokbuch, 2. Auflage 1899, konnte nur noch die Vorhand einen Rufer mit Talon ohne weitere Ansagen spielen. Darüber konnten ein Rufer mit Pagat und ein Solorufer ohne Talon gespielt werden. Noch höher im Lizit war der Dreier, der sich bedeutungsmäßig nun von den drei Talonkarten gelöst hatte und zur Bezeichnung für Spiele allein gegen drei wurde; und das höchste Spiel war demnach der Solodreier ohne Talon. Dies war bereits das bis heute beibehaltene Grundgerüst der Spiele, mit dem Unterschied, dass heute ein Pagatrufer stets höher als ein Solorufer im Lizit steht.

### Der Übergang zum modernen Königrufen
Das heutige Königrufen weist viel mehr Ansagen als jenes um 1900 auf, auch solche, die mit schwachen Blättern gespielt werden können. Viele davon wurden von anderen Kartenspielen in einem lang andauernden Prozess übernommen, der sich durch das 20. Jahrhundert zieht.
In der Zwischenkriegszeit taucht der Bettler auf, bei dem sich der Spieler verpflichtet, keinen einzigen Stich zu gewinnen. Auch wenn es etwas Ähnliches bereits im Großtarock des 18. Jahrhunderts gegeben hatte, ist eine Kontinuität zu Königrufen nicht anzunehmen. Vielmehr dürfte der Bettler, wie so viele andere Einflüsse auch, ursprünglich aus dem L’Hombre stammen und über das Kartenspiel Boston in das Königrufen gelangt sein. Ähnliches gilt für den später übernommenen Piccolo, bei dem der Spieler genau einen Stich machen muss – in einer späten Version des Boston ist er 1879 als Piccolissimo beschrieben. Wahrscheinlich gelangte das Spiel in den 1920er oder 1930er Jahren ins Königrufen. Später wurden in vielen Tarockrunden auch die Ansagen Zwiccolo und Triccolo für genau zwei bzw. drei Stiche erfunden.
Aus dem verwandten Neunzehnerrufen wurde die Ansage des Trischakens eingeführt, bei der jeder gegen jeden um möglichst wenige Punkte spielt – um Spieler zu bestrafen, die mit guten Blättern nichts ansagen. Das Neunzehnerrufen wiederum hatte diese Ansage wahrscheinlich vom Ramsch im Skat abgeschaut, welches seinerseits in vielerlei Hinsicht auf Tarock basiert.
Als letztes von den heute verbreiteten Spielansagen gelangten die Farbenspiele ins Regelwerk, die wohl im Zwanzigerrufen entstanden sind und sich in der zweiten Hälfte des 20. Jahrhunderts auch im Königrufen verbreiteten. Hier stechen die Tarock die Farbkarten nicht. Diese Spiele ermöglichen Spielern mit schwachen Tarock und guten Farbkarten daher das Spiel um die Punktemehrheit.

#### Die Entwicklung der Vögel

Die vier kleinsten Trümpfe aus einem Tiertarock des 18. Jahrhunderts

Die (üblicherweise vier) kleinsten Tarock werden als Vögel bezeichnet – meist mundartlich Vogerln („Vögelchen“). Ihre Besonderheit ist die Prämierung, mit ihnen der jeweiligen Zahl entsprechenden letzten Stich zu machen, also mit Tarock I den letzten, mit II den vorletzten etc.
Der älteste Vogel ist Tarock I, der Pagat. Seine Rolle für den letzten Stich ist bereits deutlich älter als Königrufen. Am Anfang stand, wahrscheinlich in Deutschland eingeführt, eine Bestrafung für den Fall, dass dem Spieler mit dem Pagat dieser von einem höheren Tarock abgestochen wurde. Diese Strafe wurde verdoppelt, wenn sie im letzten Stich erfolgte; und umgekehrt später wurde ein Bonus eingeführt, falls der Spieler mit dem Pagat den letzten Stich gewann. Über Frankreich gelangte diese Prämie dann nach Norditalien; der Begriff Bagatto ultimo ist im Piemont seit 1787 belegt. In jener Zeit gehörte Mailand zur Habsburgermonarchie, und auf diesem Wege gelangten die Prämie und der Begriff nach Österreich. Dort wiederum wurde eingeführt, dass der Pagat ultimo auch vorher angesagt werden kann, sehr wahrscheinlich übernommen aus einer ähnlichen Ansage im Hundertspiel, einer österreichischen Variante des ursprünglich italienischen Kartenspiels Trappola. Der Pagat ultimo wurde zu einem prägenden Element nahezu aller Tarockvarianten in der Habsburgermonarchie.
Wiewohl es schon im Hundertspiel ähnliche Prämien gab, kam man erst im 20. Jahrhundert auf die Idee, das Schema des Pagat ultimo auf höhere Tarock und Stiche zu erweitern, zunächst auf den Uhu. 1937 ist erstmals diese Bezeichnung für Tarock II belegt, und zwar im Kleinen Lehrbuch des Tarock-Spieles in seinen schönsten Arten von Franz Unger; dort wurde allerdings prämiert, den Uhu im letzten Stich zu spielen. Später setzte sich der vorletzte als Norm durch.
Traditionell wurde der Begriff Uhu als Verballhornung des dargestellten, vom österreichischen Reichsadler inspirierten Adlers interpretiert, analog zur Bezeichnung Kuckuck für ein Pfandsiegel. Recherchen ergaben jedoch, dass der Begriff zuerst 1902 in Ungarn auftauchte, und zwar im Kartenspiel Alsós, einer stark von Tarock beeinflussten Jass-Variante für drei Spieler mit doppeldeutschen Karten, die auch in Österreich unter dem Namen Vannakspiel praktiziert wurde. Dort wurde als uhu prämiert, mit dem Schellen-Ass den vorletzten Stich zu machen. Warum dies als uhu bezeichnet wurde, ist unklar; auch im Ungarischen ist das die Bezeichnung für die Eulenart, aber ein Zusammenhang mit den Spielkarten ist nicht ersichtlich.
Aus dem Alsós wurde das Konzept in das Ungarische Tarock übertragen und war Bestandteil einer wesentlichen Verfeinerung des Spiels in den 1920er Jahren, die zum Illustrierten Ungarischen Tarock führte. Nun konnte auch der pagát uhu gespielt werden, also der Pagat im vorletzten Stich. Bei der Wanderung des Begriffs nach Österreich scheint es zu einer Bedeutungsübertragung von Uhu auf Tarock II, im vorletzten Stich zu spielen, gekommen zu sein.
Es lag nun nahe, auch höhere Tarock in das Schema miteinzubeziehen. Dieser Prozess vollzog sich mehrfach unabhängig voneinander, wodurch es für die höheren „Vögel“ mehrere verschiedene Namen gibt. Häufig wurden Vogelbezeichnungen mit der passenden Silbenzahl bevorzugt, aber auch ganz andere Namen. In der Endphase des Zweiten Weltkriegs wurde ein Reformtarock mit zahlreichen, zu guten Teilen heute wieder vergessenen Zusatzansagen niedergeschrieben, das aber unter anderem bereits Tarock III unter dem heute geläufigsten Namen Kakadu kannte. Weitere Namen für den IIIer sind unter anderem Pelikan, Kanari und Maus. Für den später eingeführten IIIIer sind Marabu, Lämmergeier, Kikeriki und Wildsau einige von vielen Namen; weitgehend durchgesetzt hat sich allerdings Quapil, ein eingedeutschter Familienname tschechischer Herkunft (von kvapil = „er ist geeilt“). Auch in diesem Falle ist unklar, wie dies zur Bezeichnung der Spielkarte wurde. Offenbar in Analogie zu den anderen wurde der Pagat mit dem Spitznamen Spatz versehen und die Bezeichnung „Vögel“ für die Gesamtheit eingeführt.
Das Spielen bis zum Quapil ist heute der Normalfall. Von den größeren Spielergemeinschaften spielte allein der Raiffeisen Tarockcup am längsten nur bis zum Kakadu, ehe auch er 2022 den Quapil übernahm. Innerhalb des Tiroler Tarockcups behielt das Turnier in Hopfgarten in Defereggen seine (stark vereinfachten) Traditionsregeln; dort wird nur bis Tarock III (Maus genannt) als Vogel gespielt. Einzelne Runden spielen aber auch Tarock V und manchmal VI als Vogel, wobei für ersteren unter anderem die Namen Dronte und Geier bekannt sind.

### Heutige Situation
Das österreichische Recht betrachtet Königrufen – wie alle Tarockvarianten – als Geschicklichkeitsspiel (mehr durch das Können des Spielers als durch Kartenglück bestimmt), weshalb es nicht gegen das Glücksspielmonopol verstößt, obwohl meistens um (geringe) Geldbeträge gespielt wird.
Zwischen 2004 und 2021 konnte man Königrufen auch online spielen auf der Spieleplattform GameTwist.at (vormals Stargames.at).
Zur Zeit kann man auf tarock.zackzack.at unter anderem Königsrufen online als Browserspiel spielen - sowohl alleine als auch mit anderen Personen.
Am 2. April 2024 gab die UNESCO die Aufnahme von Königrufen in das nationale Verzeichnis des immateriellen Kulturerbes in Österreich bekannt, zusammen mit vier anderen Traditionen.

#### Turniere
Erst seit relativ kurzer Zeit wird Königrufen auch organisiert in Turnierserien gespielt. Seit 1995 findet jährlich der Raiffeisen Tarockcup in Oberösterreich (vor allem im Mühlviertel) statt. 1997 wurde der Hausruckviertler Tarockcup ins Leben gerufen, der auch Teile des Bundeslandes Salzburg umfasst. Diese beiden Cups verwenden weitgehend identische Regeln und veranstalten von September bis März zusammen etwas mehr als 50 Turniere mit bis zu je 300 Teilnehmern. Damit machen sie Oberösterreich mit einer insgesamt vierstelligen Turnierspielerzahl zur Hochburg des österreichischen Königrufens.
Der größte Cup außerhalb Oberösterreichs ist der 2002 begründete Wiener Tarockcup, zunächst mit drei Turnieren ausgetragen und von der Tageszeitung Die Presse unterstützt. Zeitweilig wurde er von der Wiener Zeitung gesponsert und hieß dementsprechend Wiener Zeitung Tarockcup. Er entwickelte sich zum Schirm für alle öffentlichen Königrufen-Turniere in Wien und Niederösterreich, mit vereinzelten Turnieren in Kärnten, der Steiermark und zeitweise auch Ungarn. Es folgten der Tiroler Tarockcup 2008, der Steirische Tarockcup 2013 sowie im Jahr 2016 ein dritter Cup in Oberösterreich, der im Innviertel basierte Sauwald-Cup. Zuletzt stieß im Jahr 2020 der Kärntner Tarockcup hinzu.
Seit 2023 wird von den drei oberösterreichischen Cups ein eigenes Oberösterreich-Tarockfinale ausgetragen.

#### Österreich-Finale
Seit 2008 findet jährlich im April oder Mai ein Österreich-Finale statt, zunächst im Casino Linz, seit einem Brand dort im Jahr 2020 als neuem Austragungsort im Zentrum des Hausruckcups in Frankenmarkt. Über 200 der besten Mitspieler aus den Cups spielen dort um den Titel Österreichischer Tarockmeister. Gespielt wird nach den Regeln des Hausruckviertler Tarockcups. Die bisherigen Sieger:
| Jahr    | Erster               | Zweiter           | Dritter               |
| ------- | -------------------- | ----------------- | --------------------- |
| 2008    | Manfred Huemer       | Hubert Zauner     | Thomas Walter Angerer |
| 2009    | Manfred Doppler      | Josef Brugger     | Josef Wenninger       |
| 2010    | Hermann Manzenreiter | Manfred Huemer    | Josef Mülleder        |
| 2011    | Markus Leimhofer     | Karl Schilcher    | Hermann Manzenreiter  |
| 2012    | Josef Böckl          | Markus Jungwirth  | Christian Raninger    |
| 2013    | Florian Ebner        | Helmut Dallinger  | Alois Stöbich         |
| 2014    | Rudolf Stürmer       | Sigurd Diess      | Johann Zandt          |
| 2015    | Hubert Zauner        | Dieter Oleinek    | Johannes Weninger     |
| 2016    | Josef Mülleder       | Johann Hafner     | Markus Mair           |
| 2017    | Christian Rieseneder | Ingrid Müller     | Balthasar Rohrmoser   |
| 2018    | Anton Wimmer         | Peter Baumann     | Friedrich Wastl       |
| 2019    | Manfred Huemer       | Rudolf Raninger   | Günther Pestitschek   |
| 2020/21 | Andreas Fellner      | Johann Zandt      | Josef Breidt          |
| 2022    | Christian Rieseneder | Johannes Clementi | Franz Oberndorfer     |
| 2023    | Ernst Hartl          | Arno Peter        | Franz Padinger        |
| 2024    | Helmut Tetmann       | Franz Oberndorfer | Josef Mülleder        |
| 2025    | Johannes Clementi    | Helmut Tetmann    | Balthasar Rohrmoser   |

Wegen der COVID-19-Pandemie wurde das Finale zur (in manchen Cups vorzeitig abgebrochenen) Saison 2019/2020 erst im August 2021 gespielt, und es gab keine Cupsaison 2020/21.

### Prominente Königrufer

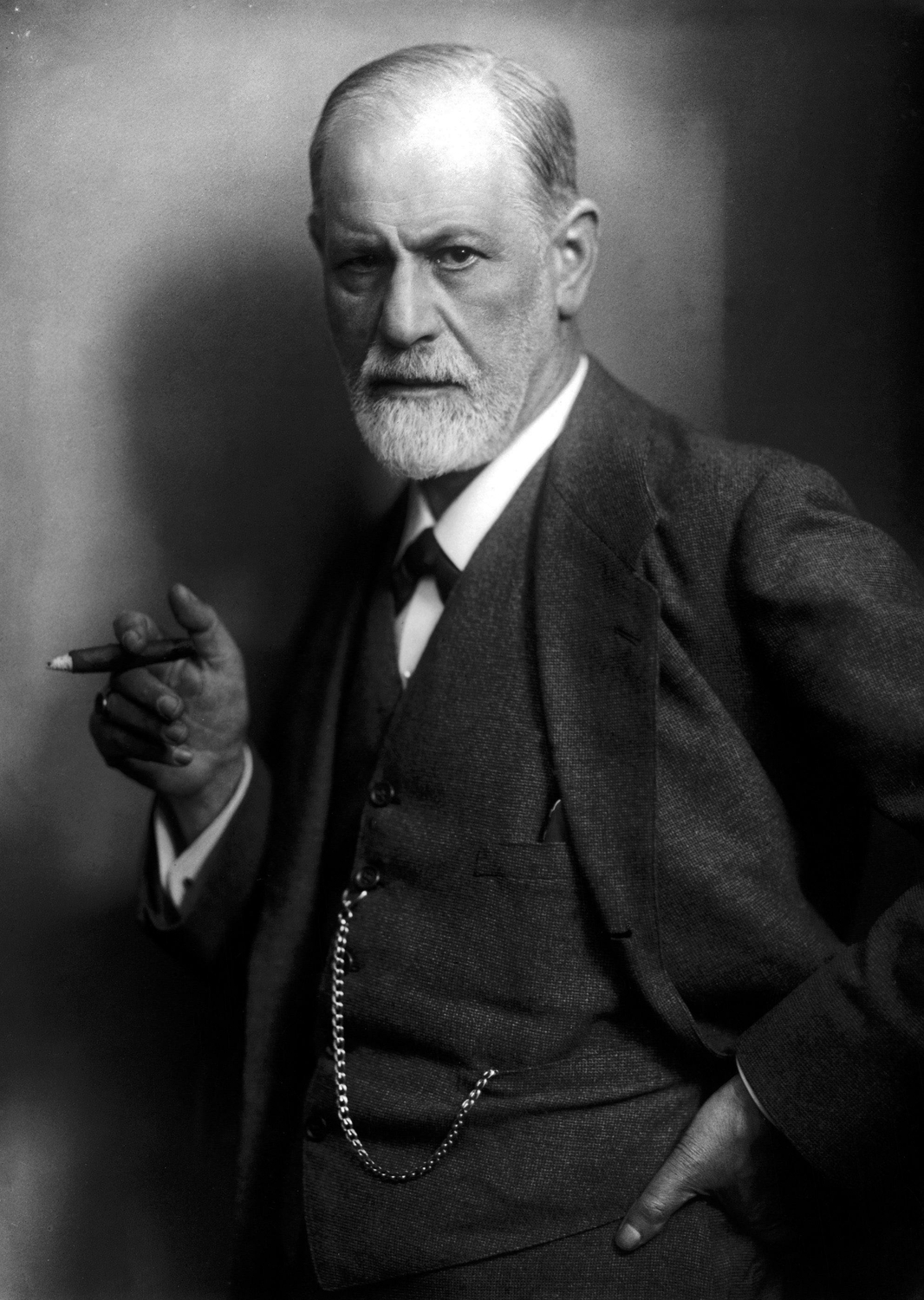
Sigmund Freud frönte in seiner Freizeit dem Königrufen

Berühmtester Spieler in der Geschichte des Königrufens war wohl Sigmund Freud. Er sprach in diesem Zusammenhang scherzhaft vom „Behagen in der Unkultur“ – eine Anspielung auf sein Werk Das Unbehagen in der Kultur.
In Wien wird Königrufen auch in Kreisen von Politikern, Journalisten und in der Werbebranche gern gespielt. Prominente Königrufenspieler waren bzw. sind beispielsweise die früheren Bundeskanzler Julius Raab (ÖVP), Franz Vranitzky (SPÖ), Wolfgang Schüssel (ÖVP) und Alfred Gusenbauer (SPÖ). Schüssel zeichnete nach seiner politischen Karriere auch ein eigenes Set Tarockkarten, dessen Verkaufserlös wohltätigen Zwecken gespendet wurde. Auch von Karl Renner ist seine Tarockleidenschaft überliefert, jedoch nicht direkt, um welche Variante(n) es sich gehandelt hat.
Weitere Königrufenspieler unter den Politikern sind auf Seiten der ÖVP der ehemalige Vizekanzler Wilhelm Molterer, Seniorenbund-Chef Andreas Khol und Wirtschaftsminister Reinhold Mitterlehner. Bei der SPÖ spielen unter anderem der frühere Verkehrsminister Rudolf Streicher (SPÖ) und der ehemalige SPÖ-Bundesgeschäftsführer Josef Kalina.
Auch der ehemalige Präsident der Caritas Österreich, Franz Küberl, spielt Königrufen. Er veranstaltet jedes Jahr kurz vor Weihnachten in Graz ein Charity-Turnier.
Die bekanntesten Königrufer unter den Journalisten sind Chefredakteur Michael Fleischhacker (Die Presse), der frühere Chefredakteur Andreas Unterberger (Die Presse und Wiener Zeitung), der frühere ORF-Generalintendant Gerhard Weis, der ORF-Fernsehfilmchef Heinrich Mis und der ORF-Redakteur Roland Adrowitzer. Prominente Frauen, die dem Spiel frönen, sind die Kabarettistin Lore Krainer, die Wiener ORF-Landesdirektorin Brigitte Wolf, die Kulturjournalistinnen Gabriele Flossmann und Eva-Maria Klinger, die frühere Präsidentin der Österreichischen Nationalbank, Maria Schaumayer, und die frühere Vizepräsidentin der Wirtschaftskammer Österreichs, Ingrid Tichy-Schreder.

### Literarische Erwähnungen
In Friedrich Torbergs 1975 erschienener Anekdotensammlung Die Tante Jolesch über das Österreich der Zwischenkriegszeit taucht auch Tarock immer wieder auf. Ein eigener Absatz des Buches wird einer Abart des Königrufens gewidmet:

„Die im Café Central beheimateten Meisterspieler hatten eine unglaublich komplizierte Abart des ohnehin anspruchsvollen „Königrufens“ erfunden, die sie „Rostopschin“ nannten. Hier gab es außer dem „Pagat Ultimo“ – der angesagten Verpflichtung, mit dem niedrigsten Tarock den letzten Stich zu machen – noch einen „Uhu pre-ultimo“, nämlich die Ansage, daß man mit dem zweitniedrigsten Tarock den vorletzten Stich machen würde, was im Fall des Gelingens eine hohe Punktprämie einbrachte. Eine noch höhere Prämie erzielte, wer im Verlauf der Partie mit den Tarockwerten XVII und XVIII zwei Stiche hintereinander machte. Das war nicht im voraus anzusagen, sondern erst beim Ausspielen, und zwar bei der ersten Karte mit „Ross!“ und bei der zweiten mit „Topschin!“, sonst galt’s nicht.“

Laut Robert Sedlaczek dürfte sich Torberg als Nicht-Tarockierer darin geirrt haben, dass der Name der Prämie Rostopschin für das ganze Spiel verwendet wurde.
Das Spiel gab dem Roman Königrufen von Peter Marginter den Namen. Dieser dreht sich zwar nicht um das Spiel selbst, doch erinnert der Handlungsverlauf an ein Ruferspiel, bei dem zu Beginn die Partnerschaften ebenfalls im Verborgenen liegen.
Im Kriminalroman Rose, Löwe, Rosmarin von Eva Holzmair spielt das Königrufen eine verbindende Rolle. Vier Halbwüchsige lernen 1945 in den letzten Kriegstagen von einem jüdischen Flüchtling das Spiel. Über 40 Jahre später finden sie wieder zusammen zu einem Spiel im Wiener Café Central. Nach einem weiteren Vierteljahrhundert gibt es das letzte Zusammentreffen, bei dem die nun Achtzigjährigen von einer Zeugin Aufklärung über ein dramatisches Geschehen vor langer Zeit erhalten.

## Die Spielregeln
Königrufen ist – wie alle Tarockspiele – ein Stichkartenspiel. Es ist für vier Mitspieler konzipiert, aber auch fünf Personen können problemlos spielen – der Geber setzt dann jeweils aus, und eine Runde besteht aus fünf Spielen. In den Einzelspielen gibt es wechselnde Partner und Gegner: Es gibt Spiele zwei gegen zwei, einer gegen alle anderen und auch jeder gegen jeden. Auch wenn bei einzelnen Spielen meist mehrere Spieler gemeinsam versuchen zu gewinnen, so spielt auf lange Sicht doch jeder für sich.
Gespielt wird um Spielpunkte, meist auch mit Geldeinsatz, typischerweise aber nicht um höhere Beträge. Die Punkte, die ein Spiel wert ist, dürfen nicht mit den Punkten der Kartenwerte verwechselt werden. Königrufen ist ein Nullsummenspiel, das heißt, was die eine Seite gewinnt, verliert die andere – die Summe der Plus- und Minuspunkte ergibt Null.

### Begriffserklärungen
Das Wort Spiel wird wie beim Königrufen üblich in diesem Artikel in drei verschiedenen Bedeutungen verwendet:
- Königrufen (an sich) mit seinem Regelwerk
- eine Spielansage in der Lizitation, zum Beispiel ein Bettler als Erklärung der Absicht, keinen Stich zu machen.
- ein Spiel als Ablaufeinheit, bestehend aus mischen, abheben, geben, Lizitation, spielen der 4×12 Karten, zählen und abrechnen. Vier Spiele bilden eine Runde oder ein Radl, wobei jeder Spieler einmal Kartengeber ist.

Das Wort Blatt steht je nach Kontext für:
- wie bei anderen Kartenspielen auch, für die gesamte ausgeteilte Hand von 12 Karten (pro Spieler)
- einzelne Karten, die nur den minimalen Punktewert haben

### Die Karten

Pagate moderner, mitteleuropäischer Hersteller; dreimal Typ 6, einmal Typ 5 (hier kleiner, in Österreich aber üblicherweise größer als Typ 6)

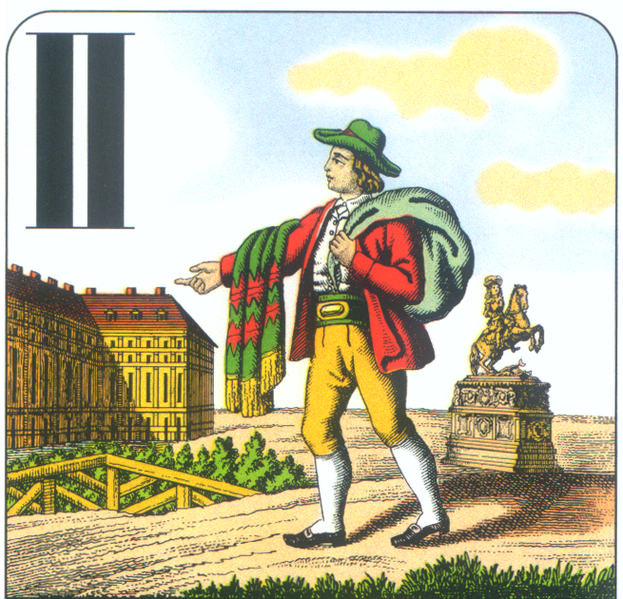
Tiroler Tuchhändler vor der Wiener Hofburg

Bei den insgesamt 54 Karten unterscheidet man zwei Gruppen: 22 Tarock und 32 Farbkarten. Königrufen verwendet damit den grundsätzlichen Kartensatz von Tarockspielen mit einer abgespeckten Anzahl von Farbkarten – der volle Tarockkartensatz enthält 56 Farbkarten, es gibt aber auch Varianten mit nur 20 Farbkarten.
Das Design der Karten gehört zur Reihe Industrie und Glück, die sich, begründet 1824, im 19. Jahrhundert zum Standard für österreichische Tarockkarten entwickelte. Die Bildmotive stammen zum Teil aus älteren Tarocken; so etwa Pagat und Sküs vom Chinesentarock, andere vom Nationalitätentarock, das Angehörige österreichischer Völker in ihren Trachten zeigt, oder einem Berufetarock. Heute sind von Industrie und Glück noch die Typen fünf (von 1860) und sechs (von 1890) in Verwendung.

#### Tarock
Von den 22 Tarock sind die Nummern I bis XXI mit römischen Zahlen durchnummeriert, nur die höchste, der Sküs, ist unbezeichnet. Sie nehmen die Rolle von dauerhaften Trümpfen ein: In fast allen Spielen (außer den Farbenspielen) stechen sie die Farbkarten.
Sechs Tarock spielen besondere Rollen und werden daher mit Namen bedacht, die Karten I bis IIII werden verbreitet Vogerl oder Vögel genannt:
- I – Pagat oder Spatz
- II – Uhu
- III – Kakadu oder Pelikan
- IIII – Quapil oder Marabu
- XXI – Mond
- Sküs oder Gstieß (ohne Nummer) – der höchste Tarock, ähnelt im Aussehen dem Joker anderer Kartenspiele

Sküs, Mond und Pagat bilden zusammen die Trull. Diese drei haben einen viel höheren Kartenwert als die anderen Tarock (siehe Das Zählen). Diese Bezeichnungen stammen ursprünglich aus dem Französischen und Italienischen: Excuse (gesprochen „Eks-küs“, Entschuldigung), Le Monde (die Welt, entsprechend der Karte XXI im Tarot – falsch übersetzt in „Der Mond“) und il bagato (von bagatella, Kleinigkeit).
Königrufen gehört in der Klassifikation des Tarockspielexperten Michael Dummett zu den Tarockspielen des Typs 3 – das heißt, der Sküs ist keine Sonderkarte, sondern einfach das höchste Tarock, also quasi XXII.

#### Farbkarten
Die 32 Farbkarten bestehen aus je acht Karten in den vier französischen Farben Herz, Karo, Pik und Kreuz, wobei alle Farben gleichwertig sind.
Vier Karten jeder Farbe bilden die Figuren in absteigender Stichkraft König, Dame, Cavall und Bube. Der Cavall, auch Reiter genannt, ist für Tarockneulinge, die nur Spiele mit dem üblichen französischen Blatt kennen, ungewohnt. Er wird oft mit dem Buben oder dem König verwechselt. Erkenntlich ist der Cavall am abgebildeten Pferd (italienisch cavallo), und im Gegensatz zum König trägt er weder Krone noch Zepter.
Die andere Hälfte der Farbkarten sind je vier kleine Karten, die Skartindeln (auch: Skatindeln, Glatzen oder Blätter). Bei jeweils abnehmender Stichkraft sind dies bei den schwarzen Farben 10, 9, 8 und 7, bei den roten Ass, 2, 3 und 4. Der Unterschied in der Rangordnung zwischen den roten und den schwarzen Skartindeln erinnert daran, dass in früheren Tarockvarianten mit allen Karten von Ass bis 10 gespielt worden ist. Schon damals war die Rangordnung in den roten Farben eine andere als in den schwarzen. Bei der Reduktion des Blattes sind dann jeweils die sechs niedrigsten Farbkarten entfernt worden: bei Herz und Karo waren es 10, 9, 8, 7, 6 und 5, bei Pik und Treff waren es Ass, 2, 3, 4, 5 und 6.

### Kurzbeschreibung des Spielablaufs
Jeder Spieler erhält zwölf Karten, zweimal drei Karten werden verdeckt als Talon in die Mitte gelegt. Königrufen wird üblicherweise gegen den Uhrzeigersinn gespielt. Nachdem bestimmt wurde, welche Ansage gespielt wird (und von wem), legt nach eventueller Einbeziehung des Talons ein bestimmter Spieler (je nach Spiel) eine Karte zum ersten Stich auf den Tisch. Fortan spielt – wie bei den meisten ähnlichen Kartenspielen auch – immer der Gewinner des letzten Stiches aus, bis entweder alle zwölf Stiche gespielt sind oder das angesagte Spielziel bereits gescheitert ist.
Hauptsächliches Spielziel der meisten Spiele ist es, die Mehrheit des Wertes der Karten in den Stichen zu haben (siehe dazu Das Zählen). Daneben gibt es in solchen Spielen zusätzliche Spielziele, die Prämien. In anderen Spielen geht es hingegen um eine bestimmte, kleine Zahl von Stichen, die man erzielen muss, oder darum, möglichst wenige Punkte zu erzielen.

### Stichregeln

#### Zugabe- und Ausspielregeln
Beim Königrufen gelten, wie auch in den meisten anderen Tarockspielen, ausnahmslos zwei unumstößliche Zugaberegeln:
- Bedienzwang (auch Farbzwang): Ist eine Farbkarte ausgespielt, so muss in diesem Stich jeder nachfolgende Spieler eine Karte derselben Farbe spielen, sofern er eine ebensolche hat. Dies gilt auch für Tarock, das heißt wurde Tarock ausgespielt, muss in diesem Stich von den nachfolgenden Spielern Tarock gespielt werden.
- Tarockzwang (auch Trumpfzwang): Wer die ausgespielte Farbe nicht bedienen kann, weil er diese nicht oder nicht mehr im Blatt hat, muss in diesem Stich Tarock zugeben. Hat er auch Tarock nicht (mehr) im Blatt, so kann er in diesem Stich eine beliebige Farbkarte abspielen (die dann keinesfalls sticht).

Eine Zusatzregel existiert in Negativspielen: Dort herrscht, nachrangig zum Farbzwang, auch Stichzwang. Jeder Spieler muss die höchste liegende Karte überstechen, sofern dies unter Erfüllung des Farbzwangs möglich ist.
Das erste Ausspiel zu einem Stich ist weitgehend frei und der Auswahl des Spielers überlassen. Es gibt hier allerdings Ausnahmen.
- So müssen Karten, die per Ansage für einen der letzten Stiche reserviert worden sind (Vögel, König ultimo), auch genau in diesem Stich gespielt werden und sind daher nicht vorher auszuspielen.
- In den Negativspielen darf der Pagat nur als letztes Tarock im Blatt zugegeben oder ausgespielt werden.
- In den Farbenspielen müssen die Spieler Farbkarten ausspielen, außer ein Spieler hat nur mehr Tarock auf der Hand.

#### Höhe der Karten
Eine höhere Farbkarte sticht innerhalb derselben Farbe eine niedrigere, ein höheres Tarock ein niedrigeres. Den Stich gewinnt jener Spieler, der die höchste Karte in der angespielten Farbe gespielt hat, falls kein Tarock gespielt wurde. Ansonsten gewinnt das höchste Tarock.
Abweichend davon stechen Tarock bei Farbenspielen eine ausgespielte Farbe nicht. Sie müssen dennoch im Rahmen des unverändert gültigen Tarockzwanges zugegeben werden.
Eine oft gespielte Sonderregel lautet: Fallen alle drei Trullstücke im selben Stich, so sticht der Pagat. Diese Sonderregel wird meist Kaiserstich oder Märchenstich genannt und kann an eine bestimmte Reihenfolge der Trullstücke im Stich gebunden sein oder auch nicht. Ebenfalls ist nicht einheitlich geregelt, ob sie auch in Negativ- und Farbenspielen gilt – in letzteren aber jedenfalls nur, wenn Tarock ausgespielt worden ist.

### Die Spieler
Die einzelnen Spieler nehmen verschiedene Rollen ein:

#### Der Geber
Der Geber hat die Aufgabe, die Karten zu mischen und gegen den Uhrzeigersinn auszuteilen. Er gibt jedem Spieler, beginnend mit der Vorhand, zuerst 6 Karten, legt dann den Talon in die Mitte und gibt zum Schluss jedem nochmals 6 Karten.

#### Der Abheber
Der Abheber sitzt links vom Geber (oder diesem gegenüber) und teilt den gemischten Kartenstapel in zwei Teile, die dann vom Geber in umgekehrter Reihenfolge wieder zusammengesetzt werden. Dadurch wird eine gewisse zusätzliche Mischung der Karten erreicht und sichergestellt, dass der Geber nicht schummelt.
Statt abzuheben, kann der Abheber üblicherweise auch „klopfen“. In diesem Fall wird erst der Talon gelegt, anschließend werden zwölf Karten für den 1. Stapel abgezählt, weitere zwölf für den 2. Stapel usw. bis insgesamt vier Stapel neben dem Talon liegen. Die Spieler – beginnend rechts vom Geber – suchen sich einen beliebigen Stapel als Blatt aus.

#### Die Vorhand
Die Vorhand sitzt rechts vom Geber. Sie beginnt mit der Lizitation, üblicherweise nur mit der Ansage „Mein Spiel“ (oder „Vorhand“). Dies sagt noch kein Spiel an, sondern behält sich ebendies für den Zeitpunkt vor, nachdem die drei Mitspieler zur Ansage gekommen sind. Die Vorhand beginnt im Normalfall auch auszuspielen, außer bei Negativspielen. Zusätzlich hat die Vorhand das Recht, einige spezielle Ansagen zu spielen, die nur ihr vorbehalten sind (Vorhandspiele). Für den Sechserdreier hat sich aber eingebürgert, dass die Vorhand ihn sofort ansagen muss (anstatt „Mein Spiel“ zu sagen).
Im nachfolgenden Spiel wird die Vorhand zum Geber.

#### Der Spielersteher
Derjenige, der bei der Lizitation das höchste Spiel ansagt, ersteigert dieses und ist somit der Spielersteher oder Spielsteigerer. Wenn ein Partnerspiel (Rufer) angesagt ist, ruft der Spielersteher einen Partner. Erst danach wählt er eine Hälfte des Talons aus (wieder abhängig vom angesagten Spiel) und wählt seine Prämien. In einem Negativspiel eröffnet er selbst den ersten Stich, ansonsten spielt Vorhand aus.

#### Spielpartner
Wer mit wem spielt, hängt vom angesagten Spiel ab. Bei Negativ- oder Dreierspielen spielt einer gegen alle anderen, bei Trischaken spielt jeder gegen jeden, bei Rufern spielen üblicherweise zwei gegen zwei. Als Partner bezeichnet man im engeren Sinne den Partner des Spielerstehers, im weiteren Sinne alle Spieler, die für das laufende Spiel zusammenspielen.

### Lizitation
Die Lizitation ist das Ersteigern der Spiele und findet – wie auch das Zugeben der Karten – gegen den Uhrzeigersinn statt. Zuerst erklärt die Vorhand üblicherweise, ebendies zu sein. Dann sagen die Spieler reihum, ob sie eine Spielansage tätigen wollen. Wer das Spiel mit der höchsten Punktewertung ansagt, darf es spielen. Wer kein Spiel anmeldet, sagt Weiter! und scheidet damit aus der Lizitation aus. Eine praxisnahe Lizitation mit mehreren Ansagen könnte so aussehen:
- 1. Spieler: Vorhand!
- 2. Spieler: Weiter!
- 3. Spieler: Solorufer!
- 4. Spieler: Bettler! (steht höher im Lizit als der Solorufer)
- 1. Spieler: Weiter!
- 2. Spieler: darf nichts mehr melden, da er zuvor bereits Weiter! gemeldet hat
- 3. Spieler: Dreier! (er darf sein früheres Lizit, das überboten wurde, seinerseits mit einem höheren Spiel überbieten)
- 4. Spieler: Weiter!

Somit spielt der 3. Spieler einen Dreier, wobei 1. Spieler ausspielt. Die vorherigen Lizite (Solorufer, Bettler) sind obsolet und werden nicht gespielt.

### Der Talon und das Verlegen
Die sechs Karten, die verdeckt in zwei Gruppen zu je drei Karten in der Mitte des Tisches abgelegt wurden, werden Talon genannt.
Die meisten Spielansagen haben zur Folge, dass der Spielersteher den Talon für alle Spieler sichtbar öffnet, und eine der beiden Hälften ins Blatt auswählt. Diese nimmt er auf und legt dafür drei Karten verdeckt wieder ab, die zu seinen Stichen zählen. Dies nennt man Verlegen.
Verlegt werden dürfen nur Farbkarten unterhalb der Könige. Nur wenn ein Spieler weniger als drei solche Karten in der Hand hat, darf er Tarock verlegen – diese dann aber offen. Könige und Trullstücke dürfen nicht verlegt werden.
Die liegengelassene Hälfte des Talons zählt zu den Stichen der Gegner.
Es können jedoch auch andere Dinge mit dem Talon passieren:
- Der Talon bleibt verdeckt liegen und zählt am Schluss zu den Stichen der Gegner (Solospiele).
- Der Spieler nimmt alle sechs Karten und verlegt dafür sechs Karten (Sechserdreier).
- Der Talon nimmt gar nicht am Spiel teil (Negativspiele, manchmal inklusive Trischaken).
- Die sechs Karten des Talons werden einzeln zu den ersten sechs Stichen geworfen, oder er kommt zum Spieler, der den letzten Stich gewinnt (Trischaken).

### Das Rufen
Im Gegensatz zu vielen anderen Kartenspielen gibt es beim Königrufen keine festgelegten Partner. Die Karten und das lizitierte Spiel entscheiden, wer mit wem spielt.
Wenn in der Lizitation ein Ruferspiel, das zu den positiven Spielen zählt, ersteigert worden ist, so ruft der Spielersteher einen beliebigen König. Derjenige, der den König der gerufenen Farbe in seinem Spielblatt hat, ist der Partner des Spielerstehers, die anderen zwei Spieler spielen als gegnerisches Team. Hat der Spieler drei Könige, kann er „den Vierten“ ohne Nennung der Farbe rufen. Hat der Spieler alle Könige so kann er keinen Partner rufen, manche Hausregeln erlauben aber dass er den Besitzer einer Dame oder eines bestimmten Tarocks ruft. Wenn der gerufene König im Talon liegt, kann der Spieler aufgeben und das Spiel an alle zahlen. Alternativ kann er das Spiel auch gegen alle drei aufnehmen – je nach Hausregeln können die Gegenspieler ein Kontra (siehe unten) anmelden, oder das Spiel wird zu den Bedingungen eines Dreiers abgerechnet. Manche Hausregeln verbieten in diesem Fall aber auch das Kontra, um die Anzahl der aufgegebenen Spiele zu reduzieren.

### Die Prämien
Zusätzlich zum Gewinn eines positiven Spiels durch Erreichen der Punktemehrheit kann es auch um andere Ziele gehen, die sogenannten Prämien. Die nächstliegende – ähnlich auch aus anderen Kartenspielen bekannt – besteht darin, alle Stiche zu gewinnen. Im Königrufen wird dies Valat genannt. Ein Valat vervielfacht entweder den Tarif des Grundspieles oder er hat einen konstanten, hohen Wert, je nach Regelvereinbarungen.
Die sonstigen Prämien werden in zwei grundsätzlich verschiedene Gruppen eingeteilt, von denen die erste allerdings heute kaum noch gespielt wird:
- Prämien aus der Hand, bei denen der Spieler ansagt, was er im Blatt hat;
- Prämien in den Stichen, die ein im Verlauf des Spieles zu erreichendes Ziel darstellen.

Prämien in den Stichen können üblicherweise entweder ohne Vorankündigung still gespielt oder angesagt werden, wobei sie angesagt üblicherweise das Doppelte zählen. Sind sie angesagt, können sie in jedem Falle auch kontriert werden.
Prämien aus der Hand sind Tatsachenfeststellungen über Konstellationen im Blatt vor dem Spiel, die nur angesagt existieren. Es wird also den Mitspielern ein Teil des Blattes verraten im Austausch gegen eine Prämierung bzw. als Information für den Partner. Diese Prämien können, da die Ansage automatisch erfüllt ist, nicht kontriert werden. Aus älteren Tarockvarianten übernommen, werden sie in heutigen Turnieren nicht mehr gespielt und daher erst bei den seltener gespielten Varianten weiter unten gelistet.

Die Trull – sie kann als Prämie angesagt werden

Manche Regelwerke unterteilen die Prämien in den Stichen in zwei weitere Untergruppen:
- Spielprämien, Stichprämien oder Verlaufsprämien, die während des Spielablaufes zu erzielen sind;
- Materialprämien, Besitzprämien oder Bestandsprämien, die nach dem Spiel in den gewonnenen Karten erreicht sein müssen.

Diese Unterscheidung ist deshalb von Vorteil, weil die beiden Gruppen mitunter beim Valat unterschiedlich behandelt werden: Spielprämien sind vom Valat unabhängig und gelten daher uneingeschränkt. Materialprämien werden mit dem Valat fast automatisch miterzielt (daher auch als „valatlogisch“ bezeichnet; den Gegnern bleiben allenfalls liegengebliebene Talonkarten) und gelten daher nicht. Dies ist allerdings keine Norm. In den verschiedenen Spielergemeinschaften sind verschiedene Varianten von „Keine Prämie zählt bei Valat“ bis zur Mit-Vervielfachung mancher Prämien möglich.

#### Spielprämien
| Name                            | Erläuterung                                                                                     |
| ------------------------------- | ----------------------------------------------------------------------------------------------- |
| Vögel (Pagat/Uhu/Kakadu/Quapil) | Mit dem Vogel wird der letzte/vor-/dritt-/viertletzte Stich gemacht.                            |
| König Ultimo                    | Der gerufene König wird im letzten Stich gespielt und der Stich von der Spielerpartei gewonnen. |
| Mondfang                        | Der Mond wird durch den Sküs abgestochen (meist nur still spielbar).                            |
| Königfang                       | Der gerufene König wird von den Gegnern eingefangen.                                            |

#### Materialprämien
| Name                                          | Erläuterung |
| --------------------------------------------- | --- |
| Trull                                         | Eine Seite hat die Trull (Sküs, Mond und Pagat) in ihren Stichen. |
| Vier Könige                                   | Eine Seite hat alle vier Könige in den Stichen, was manchmal auch Königstrull bezeichnet wird. |
| Honneurs                                      | Von den sieben teuersten Karten (Trullstücke, Könige) hat eine Seite mindestens fünf in den Stichen. |
| Absolut und Grammopoi (Grammeln, Sackprämien) | Die Seite, die das Spiel gewonnen hat, hat mindestens 45 Punkte zwei Blatt (Absolut) oder 55/2 (Grammopoi). Es sind auch andere Namen (1. und 2. Sack; Grammeln und Großgrammeln) sowie andere Schranken in Verwendung. |

### Die Spiele in Gruppen

#### Normale Positivspiele
Positivspiele ist eine zusammenfassende Bezeichnung für jene Spiele, bei denen das Gewinnen der Punktemehrheit bei den Karten Spielziel ist (möglicherweise neben anderen). In Abgrenzung zu den Farbenspielen werden sie auch „schwarze Spiele“ genannt.

##### Ruferspiele
Bei einem Rufer wird ein Partner gerufen. Zu den Rufern gehören:
- Gewöhnlicher Rufer mit Talon – Vorhandspiel
- Solorufer – Rufer ohne Talon
- Besserrufer – Rufer mit Ansage eines Vogels

##### Dreierspiele
Ein Dreierspiel ist ein positives Spiel, bei dem man alleine gegen die anderen Spieler spielt. Dreierspiele sind:
- Dreier – mit Talon
- Solodreier – ohne Talon
- Farbendreier und -solo
- Sechserdreier – Vorhandspiel

##### Solospiele
Solo ist eine Vorsilbe, die anzeigt, dass man das Spiel ohne Talon spielt (oder auch kurz für Solorufer). Es bedeutet nicht dasselbe wie in anderen Kartenspielen – das Spiel einer gegen alle anderen heißt hier Dreierspiel. Der Talon zählt am Schluss zu den Stichen der Gegner, außer wenn bei einem Solorufer der gerufene König im Talon liegt – dann gehört die entsprechende Hälfte dem Spieler. Solospiele zählen doppelt so viel wie die entsprechenden Spiele mit Talon, auch alle Prämien (üblicherweise außer dem Valat) zählen bei einem Solospiel doppelt. Solospiele sind:
- Solorufer
- Solodreier
- Solofarbendreier

#### Farbenspiele
Farbenspiele sind eine Sonderform der positiven Spiele mit einigen Sonderregeln:
- Die Stichkraft der Tarock über die Farbkarten ist aufgehoben (sie müssen aber trotzdem zugegeben werden, wenn der Spieler die ausgespielte Farbe nicht bedienen kann).
- Tarock dürfen nicht ausgespielt werden, solange der Spieler noch Farbkarten hat.
- Beim Farbendreier gibt es spezielle Regeln, was verlegt werden darf. Üblicherweise müssen Tarock verlegt werden, manchmal dürfen aber wahlweise Tarock und Farbkarten verlegt werden.

Der Solofarbendreier wird auch kurz Farbensolo genannt. Gelegentlich wird auch ein Farbenrufer (evtl. auch nur als Vorhandspiel) gespielt, bei dem wie beim gewöhnlichen Rufer ein Partner gerufen wird.

#### Negativspiele
Negativspiele sind Spiele, bei denen das normale Spielziel, die Punktemehrheit zu erringen, nicht gilt. Stattdessen gibt es ein alternatives Spielziel, bei dem der Spieler „wenig“ machen muss – entweder eine möglichst kleine Punktezahl, oder eine festgelegte, kleine Zahl von Stichen. Dazu gelten mehrere Sonderregeln:
| Positivspiel                                                                             | Negativspiel                                                                                     |
| ---------------------------------------------------------------------------------------- | ------------------------------------------------------------------------------------------------ |
| Primäres Ziel ist es die Mehrheit der Punkte in den Stichen zu haben (siehe Das Zählen). | Ziel ist eine bestimmte, kleine Zahl von Stichen (keine, einen, …) oder möglichst wenige Punkte. |
| Die Vorhand spielt zum ersten Stich aus.                                                 | Der Spielersteher spielt zum ersten Stich aus.                                                   |
| Kein Stichzwang                                                                          | Stichzwang                                                                                       |
| Zusätzliche Spielziele, die Prämien                                                      | Keine zusätzlichen Spielziele                                                                    |

Außerdem darf der Pagat bei Negativspielen erst als letztes Tarock im Blatt gespielt werden.
Es gibt folgende Negativspiele:
- Trischaken – Vorhandspiel.
- Bettler – der Spieler darf keinen Stich machen.
- Piccolo – der Spieler muss genau einen Stich machen.
- Zwiccolo – zwei Stiche
- Triccolo – drei Stiche
- Bettler, Piccolo, Zwiccolo und Triccolo ouvert (offen): Hier legen alle Spieler ihre Blätter offen auf den Tisch. Es ist dabei je nach Vereinbarung erlaubt oder verboten, dass die Gegner des Spielers sich über die Strategie beraten. Es gibt auch semi-ouvert (halb-offen) Varianten, bei denen nur der Spieler bzw. nur die Gegner ihre Blätter auf den Tisch legen. Eine Beratung über die Strategie ist bei halb-offenen Negativspielen jedenfalls nicht erlaubt.

Im Gegensatz zu den positiven Spielen herrscht bei negativen Spielen Stichzwang und der Spieler des negativen Spieles darf ausspielen (anstatt Vorhand). Alle Negativspiele außer Trischaken und ggf. die (halb)-offenen Spiele können Bei- (Mit-) gespielt werden, das heißt mehrere (evtl. alle) Spieler spielen parallel ein Negativspiel.

#### Vorhandspiele
Vorhandspiele sind Spiele, die nur die Vorhand ansagen darf, wenn alle anderen Spieler „Weiter!“ gesagt haben. Eine Ausnahme bildet der unten erwähnte Sechserdreier – bei diesem hat sich mehrheitlich durchgesetzt, dass die Vorhand ihn sofort ansagen muss und dass er dann nur von einem höheren Spiel überboten werden darf.
- Gewöhnlicher Rufer: Die Vorhand ruft einen Partner und nimmt drei Karten aus dem Talon.
- Trischaken (oder Fahren, Abfahrt): Jeder spielt gegen jeden und versucht, möglichst wenige Stiche zu machen. Die Abrechnung beim Trischaken hat allein eine fast so große Schwankungsbreite wie die anderen Varianten zusammen. Es kann nach vielen verschiedenen Prinzipien abgerechnet werden:
  - Der mit den meisten Punkten zahlt an alle anderen.
  - Die beiden Spieler mit mehr Punkten zahlen an die mit weniger Punkten.
  - Der mit den wenigsten Punkten kassiert von allen anderen.
  - Wer überdurchschnittliche viele Punkte hat, zahlt, wer weniger als Durchschnitt hat, kassiert (das kann im Einzelfall wie jedes der drei obigen Prinzipien aussehen).
  - Es wird anstatt der Punkte in den Stichen nur die Anzahl der Stiche selbst gewertet.
  - Zusätzlich bedeutet es meist eine Sonderrolle, wenn ein Spieler allein die absolute Punktemehrheit besitzt (Bürgermeister oder Großbauer), wenn die Vorhand verliert (beides kostet mehr als eine normale Niederlage) oder wenn einer oder mehrere gar keinen Stich haben (Jungfrau oder Engerl) – das bringt Punkte.
  - Der Talon wird meist zu den ersten 6 Stichen zugeworfen, manchmal erhält ihn aber auch der Spieler, der den letzten Stich macht, oder er bleibt ganz außer Spiel.

- Sechserdreier (Sechser): Wie ein normaler Dreier, nur dass die Vorhand alle sechs Karten des Talons verdeckt aufnehmen und sechs Karten ablegen darf. Der Verlust dieses Spieles wird normalerweise höher bewertet als der Gewinn (meist doppelt so hoch).

### Kontra
Glaubt ein Gegner nicht, dass das angesagte Spiel bzw. eine angesagte Prämie gewonnen wird, dann kann er Kontra ansagen. Dies verdoppelt den Wert des Spieles bzw. der Prämie. Spiele und Prämien können unabhängig voneinander gekontert werden. Der Spieler kann, wenn er glaubt, trotzdem zu siegen, durch ein Rekontra den Wert nochmals verdoppeln. Je nach Regelvereinbarung kann der Gegner wiederum durch ein Subkontra, das nunmehr verachtfacht, kontern. Manche Runden spielen mit noch mehr Kontra-Ebenen bis hin zu einer 64-fachen Multiplikation.
Bei positiven Spielen zählt ein Kontra immer für die ganze Partei, aber bei negativen kann jeder individuell kontrieren. Beim Trischaken gibt es, da jeder gegen jeden spielt, kein Kontra.

### Das Zählen

Die Werte der Königrufenkarten

Eine wichtige Besonderheit des Königrufens ist die Art, wie die Werte der Karten gezählt werden. Der Gesamtwert der Karten beträgt 70 Punkte, die aber bis auf Drittelpunkte unterteilt sind. Im Einzelnen der Wert der Karten:
- 4⅓ Punkte: die Trullstücke und die Könige
- 3⅓ Punkte: die Damen
- 2⅓ Punkte: die Cavalle
- 1⅓ Punkte: die Buben
- ⅓ Punkt: alle anderen Karten (= die übrigen Tarock und die Skartindeln)

Die Karten, die ⅓ Punkt wert sind, werden „Blatt“ genannt, weswegen die Begriffe Blatt und Drittelpunkt als Synonyme behandelt werden.
Das Spielziel bei positiven Spielen ist, die Mehrheit der insgesamt 70 Punkte zu erreichen, genauer gesagt, 35⅔ Punkte. 35⅓ Punkte werden traditionell zu 35 Punkten abgerundet, und bei 35:35 hat der Spieler verloren – ein Unentschieden ist nicht vorgesehen. Lediglich regional genügen auch 35⅓ Punkte, um das Spiel zu gewinnen, etwa vielerorts in der Steiermark.
Da es umständlich ist, die Werte samt den Drittelpunkten einzeln zusammenzuzählen, wird stattdessen der Wert jeder Karte zum Zählen entweder auf- oder abgerundet. Die aufgerundeten Werte entsprechen jenen anderer Tarockspiele, wie Zwanzigerrufen und Ungarisches Tarock. Die abgerundeten waren die ursprünglichen; zu ihnen wurde im alten Dreiertarock ein Punkt für jeden Stich hinzugefügt.

#### Aufgerundete Kartenwerte
- 5 Punkte: die Trullstücke und die Könige
- 4 Punkte: die Damen
- 3 Punkte: die Cavalle
- 2 Punkte: die Buben
- 1 Punkt: alle anderen Karten (= die übrigen Tarock und die Skartindeln)

Man nimmt den Wert von drei Karten und zieht 2 ab. Ein König, ein Bube und ein Skartindel sind also (5 + 2 + 1) – 2 = 6 Punkte wert. Bleibt am Schluss eine Karte übrig, so wird von ihrem Wert ⅔ abgezogen; bleiben zwei Karten übrig, so werden von ihrem Wert 1⅓ Punkt abgezogen. Will man während des Spiels mitzählen, muss man subtrahieren: So sind etwa der Pagat, ein König, ein Cavall und ein Bube (5 + 5 + 3) − 2 + 2 − ⅔ = 12⅓ wert.

#### Abgerundete Kartenwerte
- 4 Punkte: die Trullstücke und die Könige
- 3 Punkte: die Damen
- 2 Punkte: die Cavalle
- 1 Punkt: die Buben
- 0 Punkte: alle anderen Karten (= die übrigen Tarock und die Skartindeln)

Nun nimmt man den Wert von drei Karten und zählt 1 hinzu. Wie im obigen Beispiel sind ein König, ein Bube und ein Skartindel also (4 + 1 + 0) + 1 = 6 Punkte wert. Will man während des Spiels mitzählen, so zählt man die 4 Karten in den Stichen zusammen und 1⅓ hinzu. Also ist etwa der Pagat, ein König, ein Cavall und ein Bube (4 + 4 + 2 + 1) + 1⅓ = 12⅓ wert.

### Regelverstöße
Wenn ein Spieler eine Regelwidrigkeit (Renonce) begeht, muss er an alle anderen Spieler bezahlen (auch an die Partner), als ob sie das Spiel und die angesagten Prämien gewonnen hätten. Beim Trischaken ist üblicherweise so zu zahlen, als hätte man alle Stiche gemacht. Je nach Regelwerk und konkreter Situation sind auch kulantere Lösungen möglich.
Beispiele für Regelverstöße:
- Der Spieler hat falsch verlegt (er hat vergessen zu verlegen, eine falsche Kartenanzahl oder verbotene Karten verlegt).
- Die ausgespielte Farbe ist nicht bedient worden.
- Ein Spieler, der die ausgespielte Farbe nicht besitzt, hat keinen Tarock gespielt.
- In Negativspielen wurde der Stichzwang nicht eingehalten.
- Es wurde Besserrufer lizitiert, obwohl man gar keinen Vogel im Blatt hat.
- Einige Runden verbieten auch, dass der Spieler einen König ruft, den er selbst im Blatt hat (dies kann jedoch auch erlaubt sein).

### Abrechnung der Spiele
Die lokalen Regelwerke unterscheiden sich recht stark voneinander. Als gemeinsame Richtlinien lassen sich ausmachen, dass angesagte Prämien doppelt so viel wie stille zählen, sowie Solospiele doppelt so viel wie ihre Grundspiele. Der Solodreier ist stets das höchste Spiel.

#### Spieltabelle des Österreich-Finales
Als Beispiel ist hier das Regelwerk des Hausruckviertler Tarockcups angegeben, das auch für das Österreich-Finale Verwendung findet.
Der Sechserdreier muss in der Vorhand angesagt werden, also bevor die anderen Spieler lizitieren. Beim Trischaken erhält jener Spieler den Talon, der den letzten Stich gewinnt.
Es wird in Spielpunkten abgerechnet, die mit einem Geldbetrag (üblicherweise 10 Cent pro Punkt) multipliziert werden.
| Vorhandspiel  | Wert          |
| ------------- | ------------- |
| Rufer         | 1             |
| Trischaken    | s. u.         |
| Sechserdreier | 4, verloren 8 |

| Lizitspiel     | Wert      |
| -------------- | --------- |
| Piccolo        | 2         |
| Bettler        | 2         |
| Solorufer      | 2         |
| Besserrufer    | 1 + Vogel |
| Farbendreier   | 3         |
| Dreier         | 4         |
| Piccolo ouvert | 6         |
| Farbensolo     | 6         |
| Bettel ouvert  | 7         |
| Solodreier     | 8         |

| Prämien      | still    | angesagt |
| ------------ | -------- | -------- |
| Trull        | 1        | 2        |
| 4 Könige     | 1        | 2        |
| König ultimo | 1        | 2        |
| Pagat ultimo | 1        | 2        |
| Uhu          | 2        | 4        |
| Kakadu       | 3        | 6        |
| Quapil       | 4        | 8        |
| Valat        | Spiel ×4 | ×8       |

#### Abrechnung beim Trischaken
- Verlierer des Trischakens ist der Spieler mit den meisten Punkten. Das können punktegleich auch zwei oder drei Spieler sein. Alle Verlierer zahlen allen anderen Spielern je 10 Cent.
- Hat der Verlierer mindestens 35 Punkte und 2 Blatt erzielt (Bürgermeister), so zahlt er das Doppelte.
- Hat ein Spieler keinen Stich (Jungfrau), so zieht er die gesamte Auszahlung der Verliererseite ein.
- Gibt es zwei Jungfrauen, so erhalten sie vom Verlierer je 30 Cent, auch wenn er nur 35/1 hat. Gibt es zwei Verlierer mit ex aequo 35 Punkten, zahlt jeder an eine Jungfrau 30 Cent.
- Bei einer Renonce (Spielabbruch wegen Regelverstoß eines Mitspielers) zahlt dieser an jeden 20 Cent.
- Ist die Vorhand Verlierer, so zahlt sie immer allein an alle (ein etwaiger Ex-aequo-Verlierer ist aufgehoben) und in allen obigen Fällen das Doppelte.

## Weniger häufig gespielte Varianten

### Spiele
- Bei-Spiele: Zwei oder mehr Negativspiele werden gleichzeitig gespielt, z. B. ein Piccolo und ein Piccolo Bei eines anderen Spielers
- Farbensechser: Vorhand-Farbendreier mit allen sechs Talonkarten[46]
- Halboffene Negativspiele: Nur der Spielersteher, oder nur die Gegner decken ihre Blätter auf.
- Höhere Negativspiele:
  - Triccolo – drei Stiche
  - Quadruccolo – vier Stiche (ganz selten) im Salzkammergut (Österreich) auch Wildsau genannt
- Variationen beim Trischaken:
  - Kontra mit verschiedenen Bedeutungen
  - Trischaken von oben, d. h. der Ausspielende muss mit seinem höchsten Tarock herauskommen
  - Trischaken mit geänderter Kartenstichkraft, etwa Tarock invertiert
  - Trischaken ohne Stichzwang
  - Ansage der Jungfrau

- Supra: Rufer, bei dem man zum Sieg den Absolut, also 45/2, erzielen muss.
- Besserdreier: Dreier mit Vogel als eigenes Lizitspiel
- Oberer, Unterer: Wie ein Dreier, jedoch muss der Spieler blind entscheiden, ob er die obere oder die untere Hälfte des Talons aufnimmt. Die gewählte Hälfte wird für die Gegenspieler nicht aufgedeckt, die nicht gewählte Hälfte wird erst am Ende des Spieles geöffnet und ihre Punkte den Gegenspielern zugerechnet. Diese Spielvariante ist bekannter beim Tarock zu dritt (Tapp-Tarock).

### Prämien
- Prämien aus der Hand

| Name          | Erläuterung |
| ------------- | --- |
| Köpfe         | Ein Spieler, der zwei Trullstücke auf der Hand hält, sagt die Prämie Köpfe an. |
| Hand-Honneurs | Diese Ansage bedeutet, fünf der sieben wertvollsten Karten (Trullstücke, Könige) auf der Hand zu halten. In anderen Regelwerken genügen vier für die Ansage.                                           |
| Tarock        | Dies bedeutet, mindestens acht Tarock auf der Hand zu halten. |
| Grand-Tarock  | Wer ausschließlich Tarock auf der Hand hält, kann diese Ansage machen. |
| Ohne Trull    | Ein Dreierspieler, der kein Trullstück auf der Hand hält, darf dies ansagen, was zur Folge hat, dass die Trull als Prämie nicht bei den Gegnern zählt (manchmal erhöht dies auch den Wert des Spiels). |

- Rostopschin: Eine alte Prämie – hintereinander zwei Stiche mit XVII und XVI machen.
- Auch V und VI werden als Vögel gespielt.

### Sonstiges
- Spiel zusammenhaun: Wenn ein Spieler weder Tarock noch König hat, kann/muss er die Karten zurückgeben, es wird neu gegeben. Diese Regel findet auch variiert Verwendung, etwa, dass mit einem Trullstück und sonst keinem Tarock auch zusammengeworfen wird.
- Piccolo mit Sküs ist verboten, oder er muss gesondert angesagt werden.
- Besserrufer mit liegendem König kann auf Dreier geändert werden.

## Königrufen in anderen Ländern
Königrufen blieb nicht auf das heutige Österreich beschränkt, sondern breitete sich in weite Bereiche der Monarchie aus. Mehrere Varianten sind bis heute erhalten geblieben. Sie teilen mit dem österreichischen Königrufen den Kartensatz, die Blattverteilung und das „Rufen“ eines Königs, unterscheiden sich jedoch primär im Spielangebot und in den Regeln, wie der Talon behandelt wird. Es werden hier nur die wichtigsten Unterschiede beschrieben. Allen diesen Varianten ist gemeinsam, dass sich keine höheren „Vögel“ entwickelt haben – es wird nur der Pagat ultimo gespielt.
Ein König gerufen wird auch im sehr verschiedenen Französischen Tarock für fünf Spieler, doch zählt dies nicht zu Königrufen, auch nicht im weiteren Sinne.

### Slowenien
Slowenisches Tarock wird in einer Drei- und einer Vierspielervariante gespielt. Die erstere ähnelt dabei grundsätzlich dem Tapp-Tarock, die letztere dem Königrufen. Während es sich aber in Österreich heute klar um zwei verschiedene Spiele handelt (und Überschneidungen bei den Spielern selten sind), werden in Slowenien beide Varianten als Teile desselben Spieles aufgefasst. Während John McLeod es als „weniger barock und viel wettkampfmäßiger“ als Königrufen einstuft, beurteilt Robert Sedlaczek es als viel konservativer, da im Kommunismus Kartenspiele unpopulär waren und es sich daher nicht stark entwickeln konnte.
Im Gegensatz zum österreichischen Königrufen können bei den Spielansagen auch zwei oder eine Karte aus dem Talon aufgenommen werden. Dafür gibt es keinen Solorufer mit verschlossenem Talon – nach dem Rufer mit einer Karte aus dem Talon ist das nächsthöhere Lizit das Spiel allein gegen die anderen mit drei Talonkarten. Die Bezeichnung solo steht hier für Spiele allein gegen die anderen, entspricht also dem Dreierspiel im Königrufen. Der Bettler ist ein sehr hohes Lizit zwischen dem solo eins und dem solo ohne, der offene Bettler geht als allerhöchstes Spiel sogar über den letzteren.
Slowenisches Tarock behielt die Überschusspunkte bei.

### Rumänien und Ukraine

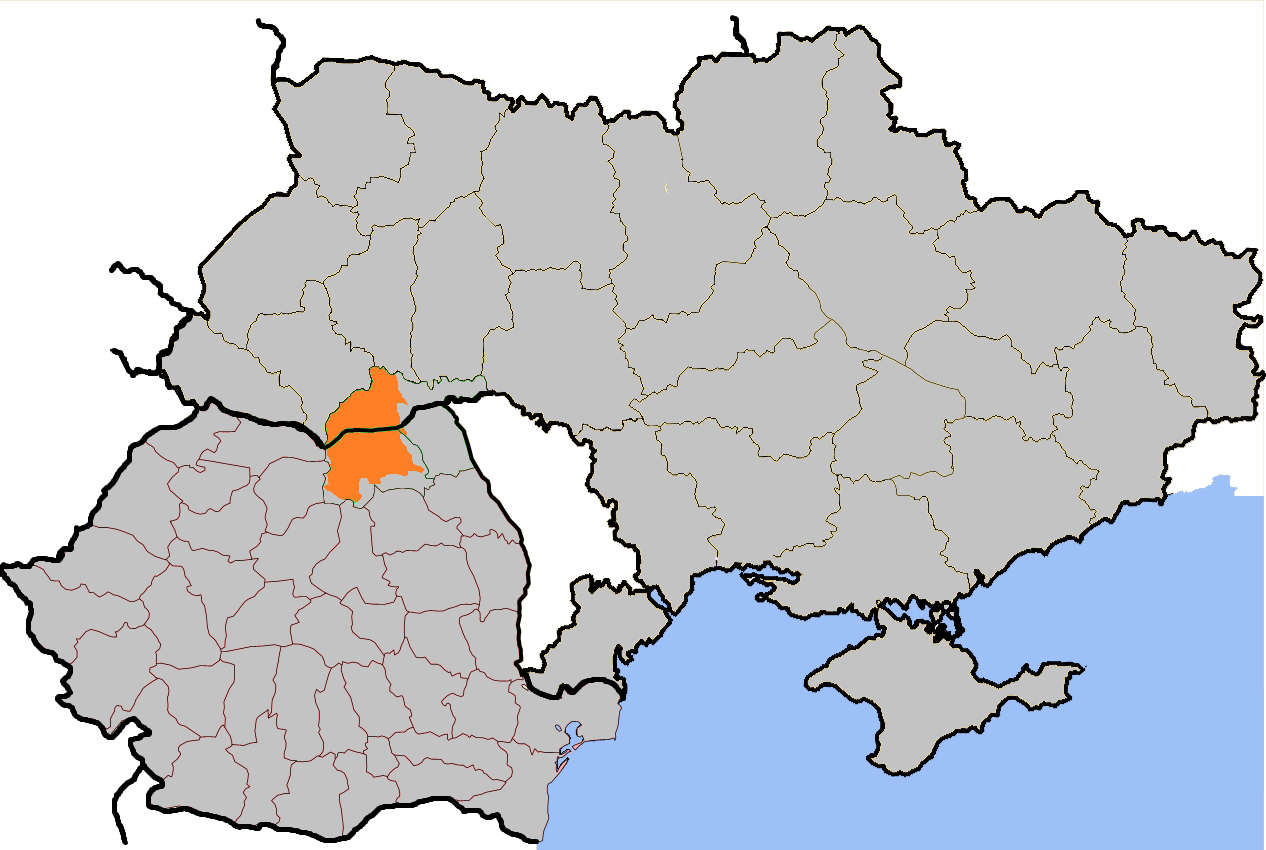
Die Bukowina (orange)

Das Rumänische Tarock wird in der Bukowina gespielt, einst östlichster Teil von Cisleithanien, heute geteilt zwischen Rumänien und der Ukraine. Die Regeln in den beiden Staaten unterscheiden sich nur geringfügig.
Die Spieler nach der Vorhand dürfen nur Dreierspiele lizitieren, also solche, in denen einer gegen die drei anderen spielt. Im Gegensatz zu Österreich und Slowenien wurde die Möglichkeit, hierfür drei Karten aus dem Talon zu erhalten, abgeschafft; der Spieler darf nur zwei, eine oder gar keine nehmen. Aus dem Tapp-Tarock wurde das Aufdecken des Talons in Etappen behalten.
Wenn keiner der Mitspieler ein solches Spiel ansagt, so muss die Vorhand hingegen einen König rufen. Will sie allein spielen, so kann sie einen König in ihrem eigenen Blatt rufen. Die Spieler dürfen eine hohe Tarockzahl auf der Hand (acht, neun, oder mindestens zehn) deklarieren.
Auch Rumänisches Tarock kennt eine Dreispielervariante, die jedoch nur mit 42 Karten gespielt wird.

### Polen

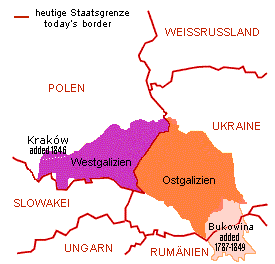
Galizien mit den heutigen Grenzen

Im Polen südlich der Weichsel – früheres österreichisches Galizien – wird Tarock gespielt, und zwar am häufigsten Neunzehnerrufen, das als Taroky auch die nationale Tarockvariante von Tschechien und der Slowakei ist. Doch regional, insbesondere in Kozy, dem größten Dorf Polens, hat sich auch ein Königrufen erhalten, wobei die großen Regelunterschiede einen direkten Zusammenhang zwischen den beiden Spielen trotz der geografischen Nähe als unwahrscheinlich erscheinen lassen. Begriffe für Königrufen und Neunzehnerrufen verwendet das Polnische üblicherweise nicht – man spielt einfach Taroki. Im Falle einer notwendigen Klärung wird von Taroki z królami („Tarock mit Königen“) bzw. Taroki z dziewiętnaską („Tarock mit Neunzehn“) gesprochen.
Polnisches Königrufen ähnelt der 1840 beschriebenen Version dahingehend, dass nur Rufer gespielt werden – wer allein spielen will, muss einen König in seinem Blatt rufen. Je nach Gebot können drei, zwei, eine oder gar keine Karte aus dem Talon gehoben werden – der Talon wird in Etappen aufgedeckt. Ansagen des König Ultimo und Kontrierungen müssen noch vor der Talonaufnahme erfolgen. Nach der Talonaufnahme können Handansagen durchgeführt werden, etwa 0–2 und 10–12 Tarock auf der Hand oder vier Könige. Zum Sieg im Spiel genügen hier schon 35⅓ Punkte.

### USA

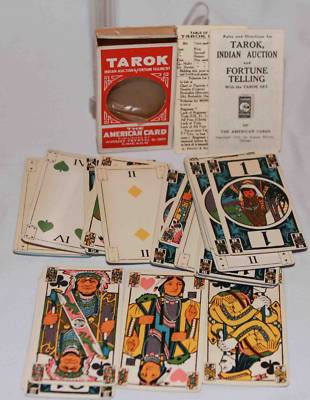
Tarock von August Petrtyl mit Indianer- und amerikanischen Motiven

Da Tarock in Europa bei sonst sehr weiter Verbreitung nie die Britischen Inseln und die Iberische Halbinsel erreichte, blieb auch Amerika von dem Spiel weitgehend unbehelligt. Erst spätere Einwanderer brachten das Spiel in die USA mit. In Texas wurde von tschechischen Immigranten das mit Königrufen recht nah verwandte Neunzehnerrufen (und auch ein Zwanzigerrufen mit 54 Blatt) eingeführt. Beim Annual Czech Heritage Festival in Victoria wird auch ein Tarockturnier abgehalten.
Offenbar eigenständig kamen einige Spieler in Texas auf die Idee, statt eines hohen Tarocks einen König zu rufen. In der Kleinstadt Taylor im Williamson County wird dieses Königrufen auch turniermäßig gespielt. Von den sonstigen Regeln blieb dieses Spiel aber dem Neunzehnerrufen verhaftet. So behielt es beim Dreier das aus dem Tapp-Tarock übernommene Aufdecken des Talons in Etappen bei: Der Spieler öffnet zuerst die eine Talonhälfte und entscheidet, ob er sie aufnimmt; wenn er stattdessen die andere öffnet, zählt das Spiel im Verlustfall für ihn doppelt. Bei den Ruferspielen hingegen wird der Talon nicht geöffnet, sondern der Spieler nimmt verdeckt die obersten vier Karten auf, während die beiden verbleibenden gegen den Uhrzeigersinn an zwei Mitspieler ausgegeben werden. Auch die im Königrufen weitgehend verschwundenen Handprämien wurden hier beibehalten – die Spieler können Kartenkonstellationen ansagen, die sie auf der Hand halten, etwa mindestens 10 Tarock oder vier Könige.
Auch im kleinen Ort Heun in Nebraska wird in der katholischen Gemeinde deutsch-tschechischer Gründung ein Königrufen mit eigenständigen Regeln unter der traditionellen tschechischen Bezeichnung Taroky gespielt, das ebenfalls das Aufdecken des Talons in Etappen beibehielt.
Daneben gab es 1922 einen Versuch des aus Böhmen nach Chicago eingewanderten Illustrators August Petrtyl, in den USA ein Königrufen zu etablieren. Seine von ihm gezeichneten, vierfarbigen Karten und ihre Bezeichnungen waren an die USA, den Wilden Westen und vor allem an die populärkulturellen Darstellungen der amerikanischen Ureinwohner angelehnt. Der Sküs hieß Uncle Sam, die Könige Chiefs (Häuptlinge), die Damen Squaws und der Pagat Papoose. Von diesem Spiel wurde auch eine Fünfspielerversion beschrieben, in der jeder Spieler zehn Karten erhielt und vier den Talon bildeten. Es gibt jedoch keine Belege über den Umfang, in dem es praktisch gespielt wurde.

### Bücher über Königrufen
- Martin Vácha: Handbuch Tarock. Die Kunst des Königrufens. Kral Verlag, Berndorf 2015, ISBN 978-3-99024-323-7.
- Martin Vácha: Tarock – Lehrbuch des Königrufens. Ein Weg zum strategischen Denken. Edition Volkshochschule, Wien 2007, ISBN 978-3-900799-74-8.
- Friedrich Flendrovsky: Tarock. Ein Wegweiser durch das königliche Spiel. Eigenverlag, 2. verbesserte und erweiterte Auflage 1997, ISBN 3-85028-221-X.
- Siegfried Hackl: Das Tarock-Spiel. Tarock für jedermann. Sailers Taschenreihe Nr. 34, Wien 1950.

### Königrufen in spielübergreifenden Tarockbüchern
- Wolfgang Mayr, Robert Sedlaczek: Die Strategie des Tarockspiels. Königrufen, Zwanzigerrufen, Neunzehnerrufen, Dreiertarock, Strohmanntarock. 4. erweiterte Auflage, Edition Atelier, Wien 2014, ISBN 978-3-902498-22-9, Seite 125–269.
- Wolfgang Mayr, Robert Sedlaczek: Das Große Tarockbuch. Verlag Perlen-Reihe, Wien u. a. 2001, ISBN 3-85223-462-X (Perlen-Reihe 642), S. 26–32, 119–152 u. a.
- Michael Dummett, John McLeod: A History of Games Played with the Tarot Pack. The Game of Triumphs. 2 Bände. Mellen Press, Lewiston NY 2004, ISBN 0-7734-6447-6 – Supplement-Band: tarotgame.org (PDF; 3,81 MB), S. 575–692.
- Michael Dummett: The Game of Tarot. From Ferrara to Salt Lake City. Duckworth, London 1980, ISBN 0-7156-1014-7, S. 502–525.